# لیل-پرو، کبک
لیل-پرو (به فرانسوی: L'Île-Perrot) شهرکی در منطقه شهری وودروی-سولانژ ناحیه مونترژی در استان کبک کانادا است. در سرشماری سال ۲۰۱۱ این شهرک ۱۰٬۱۳۱ نفر جمعیت داشته‌است و مساحت آن ۴٫۸۶ کیلومتر مربع است.